# Instytut Energetyki Odnawialnej
EC BREC Instytut Energetyki Odnawialnej (ang. Institute for Renewable Energy) –  (IEO) został założony w 2001r. jako niezależna grupa badawcza/think tank, jeden z pierwszych w Polsce prywatnych instytutów naukowych. Jednostka łączy prace badawczo-rozwojowe z wdrożeniami oraz działalnością konsultingową w sektorach energii wiatrowej i słonecznej, ciepłownictwa, rynku energii oraz regulacji prawnych.

## Obszary działalności
IEO monitoruje rynek energii odnawialnej w zakresie technologii, regulacji i zmian przepisów oraz pod względem biznesowym.  Instytut wykonuje raporty i analizy oraz uczestniczy  w charakterze doradcy biznesowego w pracach inwestycyjnych z obszaru energetyki odnawialnej realizowanych przez firmy i samorządy oraz w projektach badawczych UE. Instytut prowadzi także konsultacje, szkolenia i działalność edukacyjną.

### Studia Podyplomowe
Instytut Energetyki Odnawialnej razem z Szkołą Biznesu Politechniki Warszawskiej prowadzi studia podyplomowe „Energetyka Odnawialna dla biznesu: Inwestycje i rynek energii”. Jest to roczny program studiów realizowany w trybie weekendowym w Warszawie. Studia są przeznaczone m.in. dla osób działających w obszarze energetyki rozproszonej chętnych lepiej poznać uwarunkowania ekonomiczne i potrzeby rynku energii odnawialnej. Obecnie prowadzona jest druga edycja wspomnianych studiów.
W poprzednich latach Instytut prowadził we współpracy z Uniwersytetem Ekonomicznym we Wrocławiu siedem edycji studiów podyplomowych „Inwestycje w odnawialne źródła energii”. 

### Raport Rynek Fotowoltaiki w Polsce
Instytut publikuje co roku, nieprzerwanie od 2013 roku,  Raport "Rynek Fotowoltaiki w Polsce". Opracowanie powstaje na podstawie badania rynku przeprowadzonego przez Instytut wśród firm z branży, analiz własnych Instytutu oraz danych zewnętrznych, np. Urzędu Regulacji Energetyki, Ministerstwa Rozwoju. Raport stanowi kompletne podsumowanie stanu i trendów na rynku fotowoltaiki w Polsce. Od kilku edycji Instytut udostępnia dokument do pobrania za darmo na swojej stronie internetowej.

### Analizy, ekspertyzy i raporty
IEO wykonuje raporty, ekspertyzy i analizy dla instytucji rządowych, klientów prywatnych, organizacji oraz w ramach swojej bieżącej działalności. Opracowania obejmują analizy rynku energii odnawialnej, technologie, aspekty prawne oraz ekonomiczne. Część z analiz Instytutu można zakupić bezpośrednio w sklepie online.

#### Dotychczasowi zleceniodawcy instytutu[10]
- Główny Urząd Statystyczny[11]
- PGNiG Tarmika[12]
- Politechnika Śląska (Instytut Techniki Cieplnej)[13]
- Politechnika Wrocławska[14][15]
- Uniwersytet Ekonomiczny we Wrocławiu[16]
- Ministerstwo Gospodarki[17]
- Fundacja im. Heinricha Bölla[18]
- Politechnika Warszawska (Uczelniane Centrum Badawcze Energetyki i Ochrony Środowiska)[19]
- Szkoła Główna Gospodarstwa Wiejskiego w Warszawie (Międzywydziałowe Studium Ochrony Środowiska)[20]
- Greenpeace Polska[21][22]
- Ministerstwo Środowiska[23]
- WWF[24]
- Bank Ochrony Środowiska[25]
- samorząd województwa mazowieckiego[26]
- samorząd województwa warmińsko-mazurskiego[27]
- Komisja Europejska[28]

## Historia
Na początku lat 90. jeszcze jako jednostka publiczna, wyznaczona została do prowadzenia badań w celu wsparcia rządu polskiego we wdrażaniu strategii rozwoju energetyki odnawialnej. Po założeniu przedsiębiorstwa w 2001, już jako prywatne centrum badawcze rozpoczęło sporządzanie ekspertyz. Od początku istnienia instytutu jego prezesem jest Grzegorz Wiśniewski, który jest także założycielem IEO.

### Działania IEO na rzecz świadomości ekologicznej
Centrum badawcze IEO jako jedyna w Polsce jednostka corocznie bada rynek sprzedaży kolektorów słonecznych w kraju. Instytut jest polskim partnerem projektu „repowermap” – niekomercyjnej inicjatywy promującej odnawialne źródła energii, który wskazuje na interaktywnej mapie istniejące w okolicy użytkownika rozwiązania ekologiczne. IEO jest także koordynatorem i oficjalnym partnerem projektu „Europejskie Słoneczne Dni” na terenie Polski. Ponadto instytut jest organizatorem odbywającego się co roku „Forum Przemysłu Energetyki Słonecznej”, gdzie spotyka się największa liczba firm z sektora energetyki słonecznej w Polsce. Centrum opracowało symulator efektywnej dotacji z Narodowego Funduszu Ochrony Środowiska i Gospodarki Wodnej na zakup i montaż instalacji słonecznej („kalkulator dotacji”). Instytut wspiera rozwój odnawialnych źródeł energii na terenach wsi, realizując ze wsparciem Komisji Europejskiej i NFOŚiGW projekt OZERISE „Odnawialne źródła energii w gospodarstwach rolnych i mikrosieciach”.
W 2008 na rynek trafiła książka Kolektory słoneczne. Energia słoneczna w mieszkalnictwie, hotelarstwie i drobnym przemyśle, autorstwa czołowych specjalistów instytutu.

### Długoterminowy profil polskiego rynku OZE
W 2008 na zlecenie Greenpeace Polska instytut prowadził badania współpracując z Niemiecką Agencją Kosmiczną (Institut für Technische Thermodynamik w Stuttgarcie). Celem przeprowadzonych analiz było określenie „scenariusza zaopatrzenia Polski w czyste nośniki energii w perspektywie długookresowej”.
W 2014 – w związku z pracą nad polityką energetyczną kraju – resort Gospodarki zlecił Instytutowi Energetyki Odnawialnej wyliczenie koniecznego do zbudowania przez Polskę potencjału odnawialnych źródeł energii.

## Nagrody i wyróżnienia
Prezes Instytutu Energetyki Odnawialnej – Grzegorz Wiśniewski – otrzymał tytuł „Nowy Impuls 2014”, który przyznawany jest przez gospodarczy miesięcznik „Nowy Przemysł” i portal wnp.pl.